# San Luis (Falcón)
San Luis ist ein Dorf im Bezirk Bolívar des Bundesstaates Falcón in Venezuela. Es liegt an der San-Luis-Bergkette, 64 km südlich von Coro und 700 Meter über dem Meeresspiegel. Es wurde im Jahr 1770 als San Luis de Cariagua gegründet.
San Luis war anfänglich von Jirajara-Indianern bewohnt.
Der Fluss Cariagua fließt durch dieses Dorf. Landwirtschaft ist der Hauptmotor der Region.
Die Wasserfälle des Mitareflusses sowie die Carrizalito- und Peregüeyhöhlen befinden sich in der Nähe.